# Jerry Kramer (Footballspieler)
Gerald Louis "Jerry" Kramer (* 23. Januar 1936 in Jordan, Montana) ist ein ehemaliger US-amerikanischer American-Football-Spieler. Er spielte als Guard und Kicker in der National Football League (NFL) bei den Green Bay Packers.

## Spielerlaufbahn

### Collegekarriere
Jerry Kramer wurde in Jordan, Montana, geboren. Seine Familie zog allerdings kurz danach nach Sandpoint, Idaho, wo er die High School besuchte. Nach seinem Schulabschluss erhielt er ein Sportstipendium von der University of Idaho und spielte von 1955 bis 1958 für die dortige Footballmannschaft, den Idaho Vandals, als Guard und Kicker. Ferner war er als Leichtathlet aktiv. 1956 wurde er in die Ligaauswahl aufgenommen, 1956 und 1957 erfolgte die Wahl zum All American. 1958 spielte er im College-All-Star-Game gegen die Detroit Lions. Die Collegespieler konnten sich mit 35:19 gegen die Profis durchsetzen. Aufgrund seiner Leistungen als Leichtathlet und Footballspieler wurde Kramer von seinem College mehrfach ausgezeichnet.

### Profikarriere
Gerald Kramer wurde im Jahr 1958 von den Green Bay Packers in der vierten Runde an 39. Stelle gedraftet. Sein Rookiejahr bei der Mannschaft aus Green Bay verlief wenig erfolgreich, die Packers konnten nur eines von zwölf Spielen gewinnen. Im Jahr 1959 übernahm der ehemalige Assistenztrainer der New York Giants Vince Lombardi das Traineramt bei der Mannschaft aus Wisconsin. Die Packers sollten sich danach zu einem Spitzenteam in der NFL entwickeln. Kramer wurde von Lombardi als Guard zum Schutz von Quarterback Bart Starr und als Vorblocker von Runningback Paul Hornung eingesetzt. Nachdem die Packers das NFL-Endspiel 1960 gegen die Philadelphia Eagles noch mit 17:13 verloren hatten, konnte Kramer mit seinem Team 1961 seinen ersten NFL-Titel gewinnen. Die Packers schlugen im NFL Endspiel die Giants deutlich mit 37:0.
Im folgenden Jahr wurde Kramer auch als Kicker der Mannschaft eingesetzt. Erneut gelang es den Packers in das NFL-Endspiel einzuziehen, wo man nochmals auf die Giants traf. Kramer trug drei Field Goals zum 16:7-Sieg seiner Mannschaft bei.
Das Jahr 1964 verlief für Jerry Kramer persönlich wenig erfolgreich. Aufgrund einer Verletzung konnte er nur zwei Spiele bestreiten. 1965 gelang ihm dafür sein dritter Titelgewinn. Diesmal unterlagen die Cleveland Browns im Meisterschaftsspiel den Packers mit 23:12. Auch die nächsten beiden Spieljahre sollten für Kramer jeweils mit dem Gewinn des NFL-Titels enden. 1966 schlug Kramers Team im Endspiel die Dallas Cowboys mit 34:27, 1967 gingen im NFL Endspiel, der als Ice Bowl in die Geschichte des Footballsports eingehen sollte, die Cowboys erneut als Verlierer vom Platz. Kramer hatte an dem 21:17-Sieg seiner Mannschaft über das Team aus Dallas maßgeblichen Anteil. Bei widrigsten Umständen, das Spiel wurde bei  −25 Grad Celsius und bei mit Eis bedeckter Spielfläche ausgetragen, lagen die Packers bis kurz vor Spielende mit 17:14 in Rückstand. Wenige Sekunden später setzte Bart Starr mit Jerry Kramer und Ken Bowman als Vorblocker überraschend zu einem Lauf an und konnte so den Spielball zum entscheidenden Touchdown in die Endzone der Cowboys tragen. Beide Spiele bedeuteten für die Mannschaft von Kramer jeweils den Einzug in das AFL-NFL World Championship Game. Das Championship Game zwischen den noch getrennt agierenden Ligen American Football League (AFL) und der NFL sollte später in Super Bowl umbenannt werden. Im Super Bowl I trafen die Packers auf die Kansas City Chiefs, die mit einer 35:10-Niederlage den Platz verlassen mussten. Ein Jahr später wurden im Super Bowl II die Oakland Raiders mit 33:14 besiegt. Kramer beendete nach der Saison 1968 seine Laufbahn.

## Nach der Spielerlaufbahn
Jerry Kramer veröffentlichte während und nach seiner Spielerlaufbahn insgesamt vier Bücher, in denen er seine Erlebnisse als Profifootballspieler schilderte:
- mit Co-Autor Dick Schaap, Instant Replay, Holtzman Press Inc., 1968, neu erschienen 2006;
- mit Co-Autor Dick Schaap, Farewell to Football, Bantam, 1969;
- Lombardi: Winning Is the Only Thing, World Pub. Co., 1970;
- mit Co-Autor Dick Schaap, Distant Replay, Putnam; 1st Ed. edition, 1985.

Kramer arbeitete nach seiner Karriere kurzzeitig als Sportmoderator beim amerikanischen Fernsehsender Columbia Broadcasting System (CBS). Er lebte zeitweilig auf einer Ranch in der Nähe von Parma, Idaho. Kramer wohnt heute mit seiner zweiten Frau in Boise. Er hat sechs Kinder. Sein Sohn Jordan Kramer spielte als Linebacker bei den Tennessee Titans.

## Ehrungen
Gerald Kramer spielte dreimal im Pro Bowl, dem Abschlussspiel der besten Spieler einer NFL-Saison. Er wurde siebenmal zum All Pro gewählt. Er ist Mitglied in der  Green Bay Packers Hall of Fame, in der Wisconsin Athletic Hall of Fame, im NFL’s 50th Anniversary Team und im NFL 1960s All-Decade Team. Zahlreiche Nominierungen für die Aufnahme in die Pro Football Hall of Fame folgten. Am 3. Februar 2018 wurde Kramer schließlich in die Pro Football Hall of Fame aufgenommen.